# Wayne megye (Tennessee)
Wayne megye az Amerikai Egyesült Államokban, azon belül Tennessee államban található. Megyeszékhelye Waynesboro, legnagyobb városa Clifton. Lakosainak száma 16 232 fő (2020. április 1.). Wayne megye Perry, Lewis, Lawrence, Lauderdale, Hardin és Decatur megyékkel határos.

## Népesség
A megye népességének változása:
| Lakosok száma | 16 987 | 17 009 | 16 999 | 16 939 | 16 748 | 16 232 |
|               | 2010   | 2011   | 2012   | 2013   | 2015   | 2020   |